# Resolució 1193 del Consell de Seguretat de les Nacions Unides
La Resolució 1193 del Consell de Seguretat de les Nacions Unides fou adoptada per unanimitat el 28 d'agost de 1998. Després de recordar la Resolució 1076 (1996) relativa a l'Afganistan, el Consell va discutir la situació política, militar i humanitària que es deteriorava a l'Afganistan durant la guerra civil en curs al país.
En el preàmbul de la resolució, el Consell va expressar la seva preocupació per l'escalada del conflicte afganès a causa d'una ofensiva dels talibans al nord del país, que amenaça la pau i la seguretat internacionals, la destrucció i el desplaçament de gran nombre de persones i refugiatss. També estava preocupat pel caràcter cada vegada més ètnic i religiós del conflicte, particularment contra els xiïtes. Malgrat les crides de les Nacions Unides de cessar les intervencions estrangeres a l'Afganistan, es va continuar la interferència, inclosa la participació del personal militar estranger, a més de les armes i les municions a totes les parts del país. La crisi humanitària a l'Afganistan també preocupava al Consell de Seguretat, que va deplorar les mesures dels talibans que van obligar a l'evacuació del personal humanitari de les Nacions Unides del país. Hi va haver preocupació pel segrest del Consolat General de l'Iran i el destí dels altres nacionals iranians que estaven desapareguts. Va romandre inquiet per la deterioració de la situació de seguretat, la presència de terroristes, el narcotràfic, la discriminació contra les nenes i les dones i altres violacions dels drets humans i del dret internacional humanitari a l'Afganistan.
El Consell de Seguretat va reiterar que el conflicte només es podia solucionar mitjançant mitjans pacífics i exigia que totes les faccions afganeses deixessin de lluitar i treballessin juntes amb l'objectiu d'establir un govern plenament representatiu que protegís els drets dels afganesos. Els atacs contra el personal de les Nacions Unides que van provocar víctimes del Programa Mundial d'Aliments i de l'Alt Comissionat de les Nacions Unides per als Refugiats en territori talibà i el segrest del Consolat General de l'Iran a Mazar-i-Sharif foren condemnats. Tots els grups havien d'assegurar-se que es podien lliurar  subministraments d'ajuda humanitària i se'ls recordava les seves obligacions segons els Convenis de Ginebra.
Es va demanar al secretari general Kofi Annan que seguís les investigacions sobre presumptes assassinats en massa de presoners de guerra i civils, desplaçaments forçats per motius ètnics i altres casos de persecució. També va ser obligat a mantenir informat al Consell sobre la situació a l'Afganistan. Finalment, es va instar a les faccions afganeses a posar fi a la discriminació contra les dones i les nenes, respectar els drets humans, deixar de donar suport als terroristes i aturar les activitats il·legals de drogues.